# 亮星星表
亮星星表，也称为亮星耶鲁星表（Yale Catalogue of Bright Stars）或耶鲁亮星星表（Yale Bright Star Catalogue），是一个列举了视星等超过6.5的恒星的星表。它几乎涵盖了地球上肉眼能看到的所有恒星。现在可以通过数种方法在线查看它的第五版。第一版於1930年出版，由于该星表的前身是由哈佛大学天文台於1908年出版的哈佛恒星测光表修订版（Harvard Revised Photometry）的原因，尽管耶鲁亮星星表的缩写为BS或YBS，但从该星表引用的恒星名都以HR开头。耶鲁亮星星表包含了9110个天体，其中9096个为恒星，9个为新星或超新星，4个为非恒星。这四个非恒星分别为球状星团杜鹃座47(HR 95)、NGC 2808 (HR 3671)、疏散星团NGC 2281 (HR 2496) 和M67 (HR 3515)。
自從1930年第一版問世之後，星表中的天體數量就固定了，1940年第二版、1964年第三版及1982年的第四版都只對內容加以修訂，並增加註解中的資料。1983年出版了增補版，收錄了2603顆亮度高於7.1等的恆星，其中也包括哈佛恒星测光表修订版中原已收錄的500多顆。1991年出版的第5版已改為網路版，可以在網路上查閱。這個版本的註釋就被大量的擴充，其份量已經比星表本身略為多了一些。

## 外部連結
- Complete catalog from CDS[]
- Online version of the catalog from VizieR（页面存档备份，存于）
- Original HR catalogue: Pickering, Edward Charles. . Annals of Harvard College Observatory. 1908, 50  [2021-04-22]. （原始内容存档于2019-08-31）.